# Dieter Schingnitz
Dieter Schingnitz (* 1940 in Kaufbeuren) ist ein deutscher Orgelbauer.
Schingnitz erlernte den Orgelbau bei Gerhard Schmid. Danach arbeitete er mehrere Jahre bei Walcker. 1979 machte er sich in Iffeldorf-Staltach selbständig.

## Werkliste (Auszug)
- Karte mit allen Koordinaten:
- OSM |
- WikiMap

| Jahr   | Ort                                  | Gebäude                                                                 | Bild                                                            | Manuale | Register | Bemerkungen                                                                     |
| ------ | ------------------------------------ | ----------------------------------------------------------------------- | --------------------------------------------------------------- | ------- | -------- | ------------------------------------------------------------------------------- |
| 1979   | Oberpfaffenhofen                     | Hl. Kreuz Standort                                                      |                                                                 | II/P    | 13       |                                                                                 |
| ~ 1980 | München-Obersendling Werktagskapelle | St. Joachim Standort                                                    |                                                                 | I/p     | 6        |                                                                                 |
| 1987   | Lochham                              | Hausorgel                                                               |                                                                 | II/P    | 13       |                                                                                 |
| 1981   | Gauting                              | Unserer Lieben Frau Standort                                            |                                                                 | II/P    | 9        | 2002 Neubau durch Kaps; Orgel wurde nach St. Benedikt, Pentenried transferiert. |
| 1983   | Fürstenfeldbruck                     | Gnadenkirche Standort                                                   |                                                                 | II/P    |          |                                                                                 |
| 1985   | München                              | Epiphaniaskirche Standort                                               |                                                                 | II/P    | 14       |                                                                                 |
| 1986   | Mindelstetten                        | St. Nikolaus (Neue Kirche) Standort                                     |                                                                 | II/P    | 19       |                                                                                 |
| 1986   | Aying                                | St. Andreas Standort                                                    |                                                                 | II/P    | 13       | → Orgel                                                                         |
| 1987   | Hohenthann                           | St. Johannes Evangelist Standort                                        |                                                                 | I/P     | 8        | → Orgel                                                                         |
| 1987   | München-Neuhausen                    | St. Clemens Standort                                                    |                                                                 | I/P     | 7        |                                                                                 |
| 1987   | München-Neuperlach                   | Kapelle im Klinikum Neuperlach Standort                                 |                                                                 | II/P    | 8        |                                                                                 |
| 1988   | Heufeld                              | St. Korbinian Standort                                                  |                                                                 | III/P   | 25       | Das dritte Manual (Brustwerk) besteht nur aus dem Register Regal 8'!            |
| 1990   | Oberhaching                          | St. Stephan Standort                                                    | Orgel von St. Stephan in Oberhaching                            | II/P    | 25       | → Orgel                                                                         |
| 1991   | München                              | Kloster der Armen Schulschwestern (Kirche St. Petrus Forerius) Standort | Orgel der Klosterkirche der Armen Schulschwestern in München-Au | II/P    | 20       | Barocke Stilkopie.                                                              |
| 1991   | Krün                                 | St. Sebastian                                                           |                                                                 | II/P    | 11       | im Prospekt der Vorgängerorgel von 1927                                         |
| 1992   | Fürstenfeldbruck                     | St. Bernhard Standort                                                   | Orgel von St. Bernhard in Fürstenfeldbruck                      | II/P    | 27       | → Orgel                                                                         |
| 1992   | Bad Bayersoien                       | St. Georg Standort                                                      | Orgel von St. Bernhard in Fürstenfeldbruck                      | II/P    | 14       |                                                                                 |
| 1993   | München                              | St. Johann Baptist Standort                                             |                                                                 | II/P    | 33       |                                                                                 |
| 1993   | Augsburg-Lechhausen                  | Unsere Liebe Frau Standort                                              |                                                                 | II/P    | 20       |                                                                                 |
| 1994   | Seeon                                | Klosterkirche St. Lambert Standort                                      | „Mozart-Orgel“ im Kloster Seeon                                 | II/P    | 21       | „Mozart-Orgel“ Prospekt von Johann Rochus Egedacher von ca. 1753                |
| 1995   | Putzbrunn                            | St. Stephan Standort                                                    |                                                                 | II/P    | 19 (21)  |                                                                                 |
| 1995   | München                              | St. Achaz Standort                                                      |                                                                 | II/P    | 21       |                                                                                 |
| 1995   | Westerbuchberg                       | St. Peter und Paul Standort                                             |                                                                 | II/P    | 8        |                                                                                 |
| 1996   | München                              | St. Rita Standort                                                       |                                                                 | II/P    | 20       | → Orgel                                                                         |
| 1997   | München                              | Christi Himmelfahrt Standort                                            |                                                                 | II/P    | 27       | → Orgel                                                                         |
| 1999   | Türkheim                             | Maria Himmelfahrt Standort                                              |                                                                 | II/P    | 30       |                                                                                 |
| 1999   | Osterwarngau                         | Mariä Opferung Standort                                                 |                                                                 | II/P    | 14       | → Orgel                                                                         |
| 2000   | München                              | St. Elisabeth Standort                                                  |                                                                 | II/P    | 23       | → Orgel                                                                         |
| 2000   | München                              | Sel. Winthir Standort                                                   |                                                                 | I/P     | 8        |                                                                                 |
| 2001   | Mindelstetten                        | St. Nikolaus (Alte Kirche) Standort                                     |                                                                 | II/P    | 8        |                                                                                 |
| 2007   | Gosseltshausen                       | Mariä Heimsuchung Standort                                              |                                                                 | II/P    | 17       |                                                                                 |
| 2014   | Kaufbeuren                           | Neuapostolische Kirche Standort                                         |                                                                 | I/P     | 6        |                                                                                 |